# Hubert Orłowski
Hubert Orłowski (* 22. května 1937, Podlejki, Varmijsko-mazurské vojvodství) je polský germanista, řádný profesor Univerzity Adama Mickiewicze v Poznani.

## Život a dílo
Narodil se v roce 1937 v tehdejší polské Varmii. V roce 1961 ukončil studium germanistiky na univerzitě v Poznani. V 70. letech 20. století pobýval několik let jako stipendista v Německu. V roce 1977 byl na svojí alma mater jmenován řádným profesorem. V 80. letech 20. století pak působil jako hostující profesor na univerzitě v německém Kielu, nebo rakouském Štýrském Hradci.

### Publikační činnost (výběr)
- Literatur und Herrschaft – Herrschaft und Literatur : zur österreichischen und deutschen Literatur des 20. Jahrhunderts. Frankfurt am Main: Lang, 2000. 402 S.
- Zrozumieć świat : szkice o literaturze i kulturze niemieckiej XX wieku. Wrocław: Atut, 2003. 291 S.
- Za górami, za lasami... : o niemieckiej literaturze Prus Wschodnich 1863-1945. Olsztyn: Borussia, 2003. 100 S.
- Lawaty, Andreas; Orłowski, Hubert (Hrsg.). Deutsche und Polen: Geschichte, Kultur, Politik. 1. Aufl. München: Beck, 2003, 631 S.